# Carpóforo (musgos)
En anatomía de los Musgos (Bryophyta sensu stricto) se llama carpóforo al órgano reproductor de los esporófitos de las setas. El órgano nace en el receptáculo y está en cercana articulación con el pistilo de manera que son superficies continuas una de la otra. Al liberarse el pistilo, el carpóforo permanece unido al receptáculo.